# 第8號鋼琴奏鳴曲 (莫札特)
A小調第8號鋼琴奏鳴曲，作品號K. 310/300d，是莫札特創作的一首鋼琴奏鳴曲。

## 創作背景
此A小調的鋼琴奏鳴曲為莫札特兩首小調鋼琴奏鳴曲之一。

## 分析
演奏時長約18分半-22分。
此奏鳴曲分為三個樂章：
1. 高贵的快板（Allegro maestoso），A小調，奏鳴曲式
2. 如歌的行板，富有表现力地（Andante cantabile con espressione），F大調，奏鳴曲式
3. 急板（Presto），A小調，迴旋曲式

## 外部連結
- 《第8號鋼琴奏鳴曲》：谱子和报道（德语），《莫扎特全集》
- 莫札特第8號鋼琴奏鳴曲：国际乐谱典藏计划上的乐谱